# Краслава (станція)
Краслава (лат. Krāslava) — проміжна залізнична станція Латвійської залізниці. Розташована на лінії Даугавпілс — Полоцьк у селі Краславас стація Удрішської волості Краславського краю, Латвія.

## Історія
Станцію Краслава відкрито 1868 року разом із відкриттям лінії Даугавпілс — Полоцьк. У XIX та на початку XX століть через станцію здійснювався регулярний рух пасажирських поїздів як у напрямку Полоцька, так і Орла. За радянської окупації тут курсували як поїзди далекого сполучення до інших республік СРСР, так і регіональні поїзди — Рига — Бігосово та Даугавпілс — Бігосово.
Після відновлення незалежності Латвійської Республіки пасажирське залізничне сполучення поступово згорталося: 2000 року скасовано рейси поїзда Даугавпілс — Індра, а 2002 року маршрут дизель-поїзда Рига — Даугавпілс — Індра, який зупинявся на станції Краслава, скорочено до Даугавпілса.
З 11.12.2016 року до 10.12.2017 року на станції зупинялися міжнародні поїзди Рига — Мінськ і Мінськ — Рига.
Згідно з рішенням Ради громадського транспорту від 2.10.2020 року, з 13.12.2020 року рейс дизель-поїзда № 704 Рига — Даугавпілс продовжено до Краслави, а рейс дизель-поїзда № 703 Даугавпілс — Рига відправляється з Краслави. Розклад руху автобусів від Краславського автовокзалу до зупинки «Станція Краслава» було узгоджено із залізничним графіком, що дозволяє пасажирам зручно діставатися до чи від залізничної станції Краслава. Для зручності пасажирів продаються комбіновані квитки (автобус+поїзд).

## Пасажирське сполучення
На станції зупиняються дизель-поїзди: 
- Рига — Краслава (5 разів на тиждень);
- Рига — Індра (2 рази на тиждень);

Квиткова каса на станції не працює.

## Громадський транспорт
Поруч зі станцією розташована автобусна зупинка, через яку проходять маршрути, що сполучають Краславу з навколишніми населеними пунктами.

## Галерея

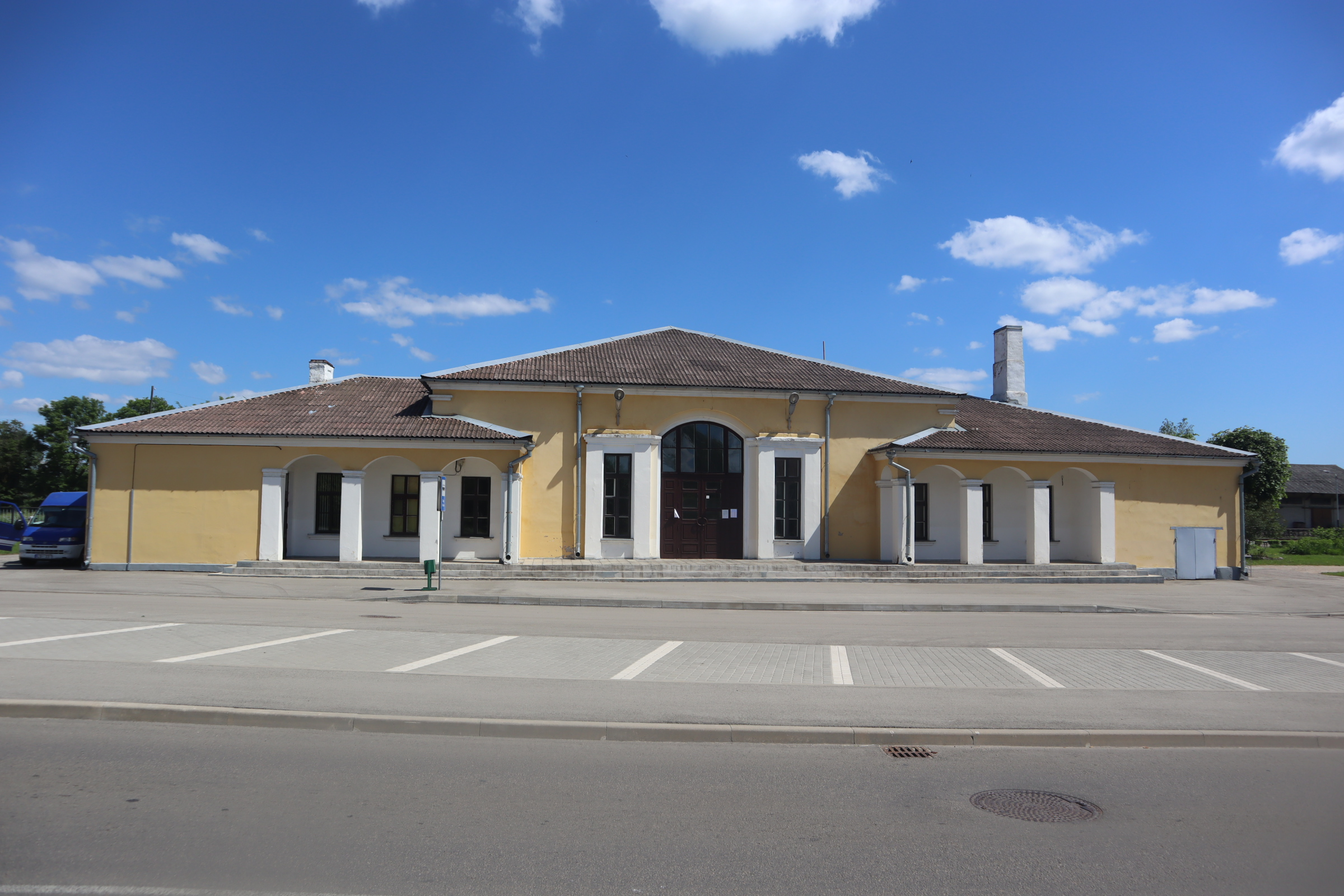
Будівля вокзалу з боку автодороги P62
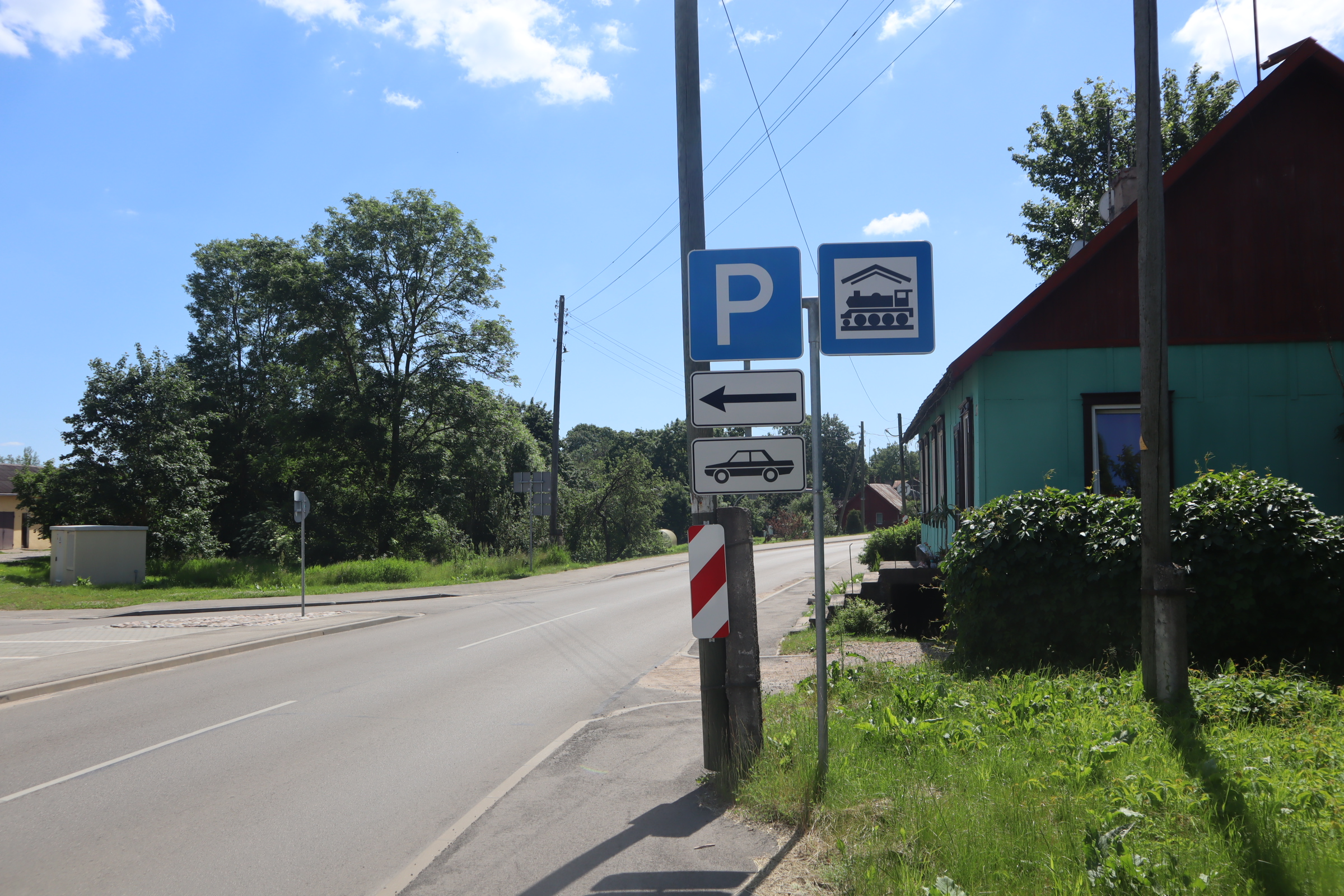
Вказівник до станції
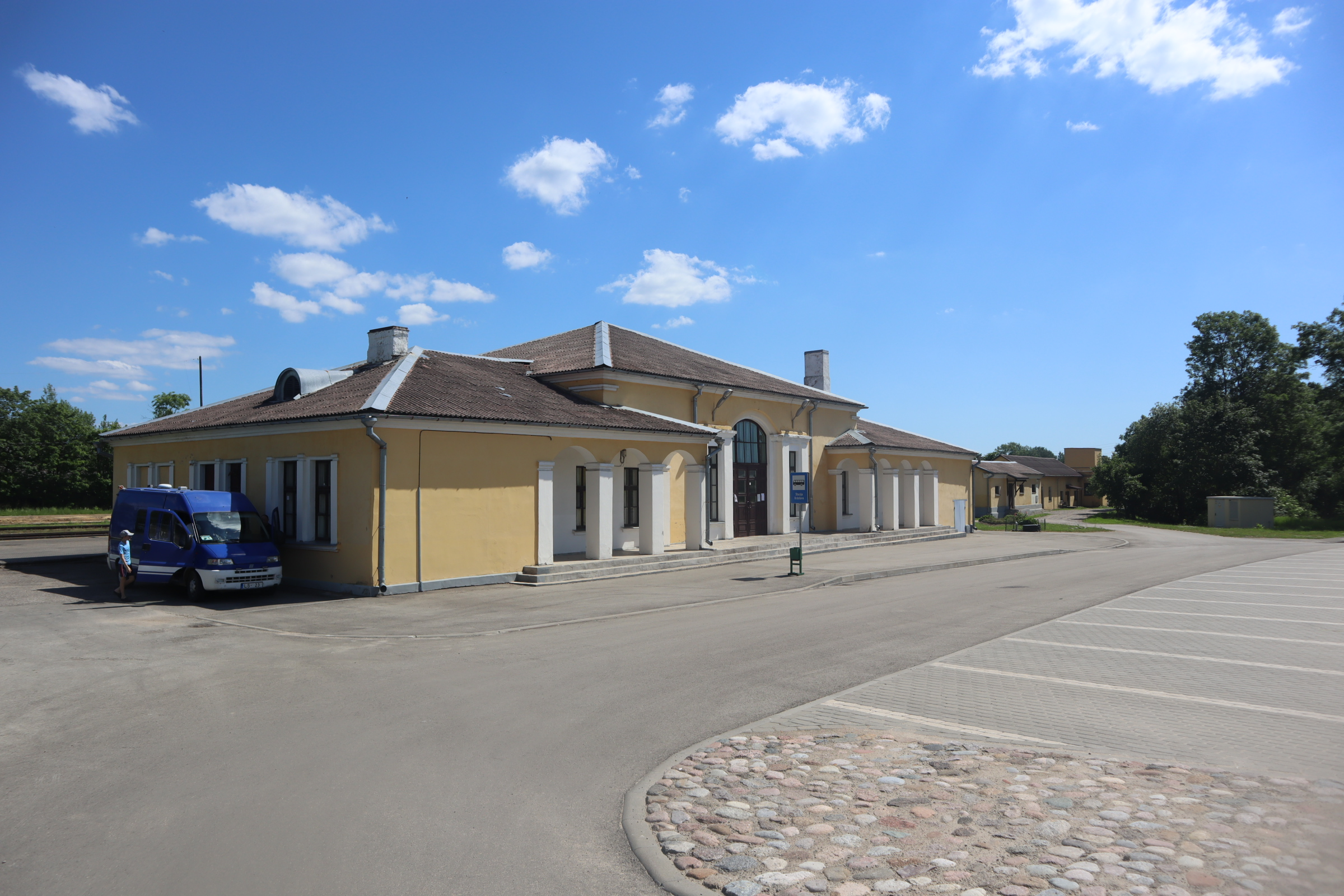
Будівля вокзалу та парковка
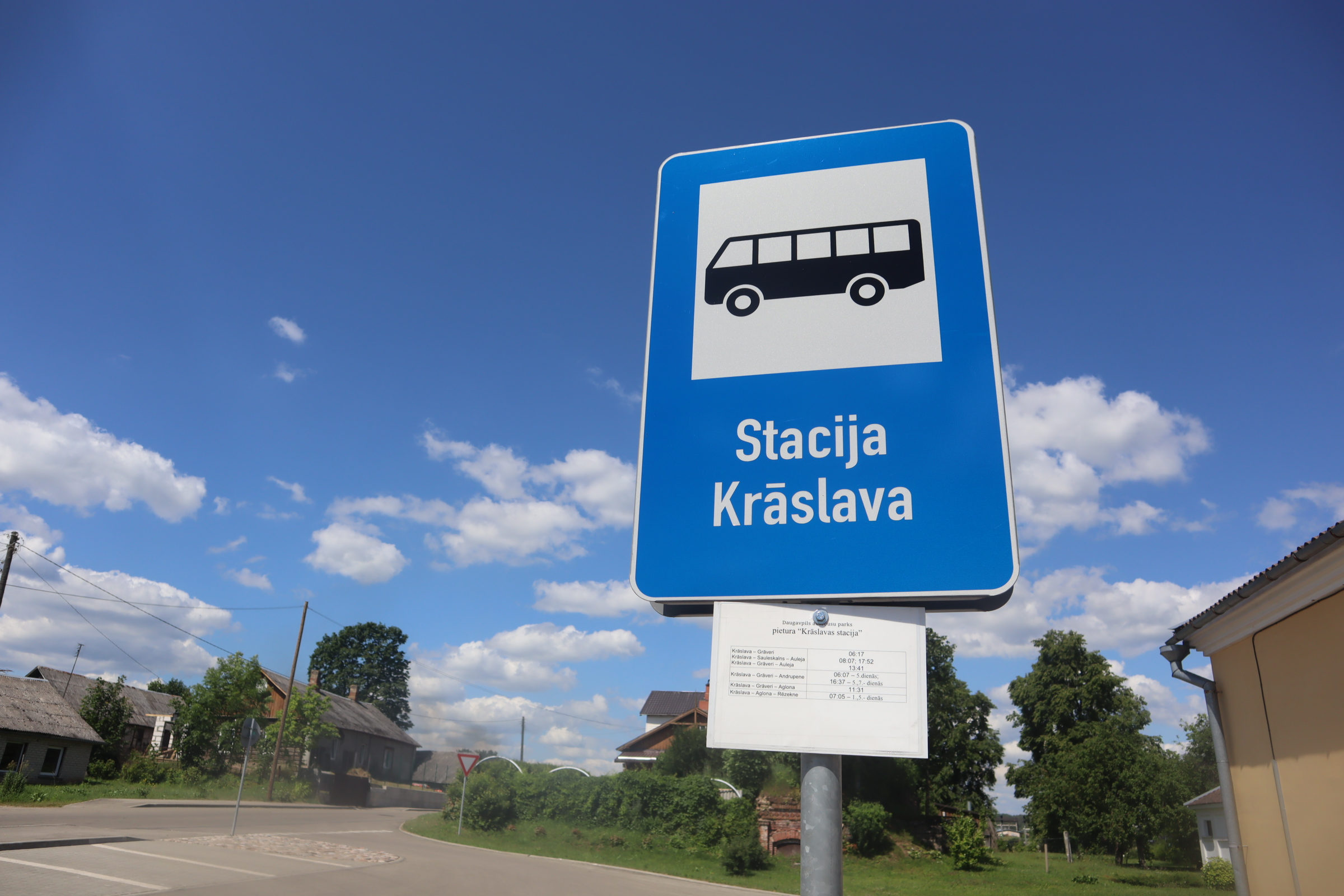
Автобусна зупинка «Станція Краслава» та розклад автобусів
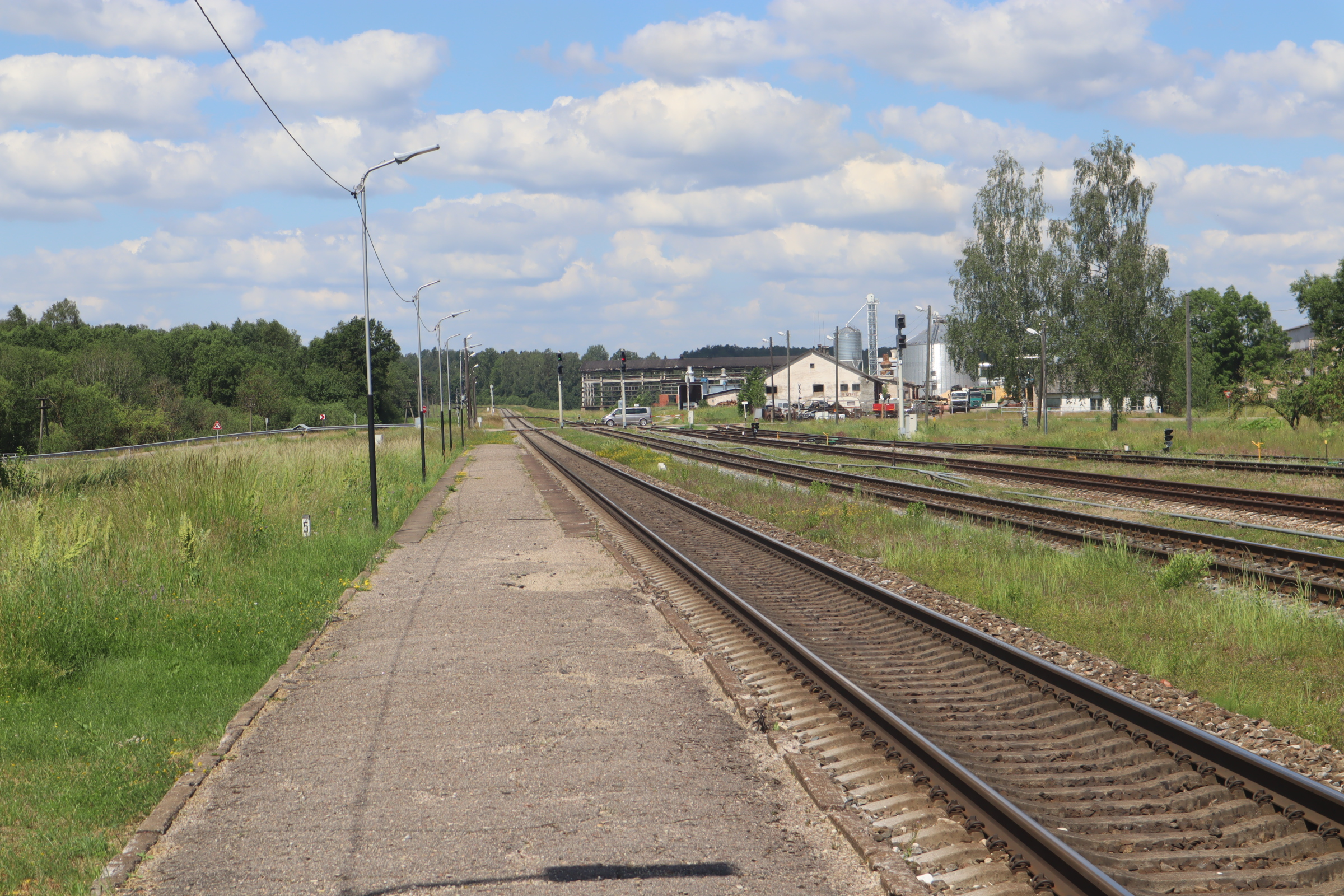
Колії в напрямку Даугавпілса
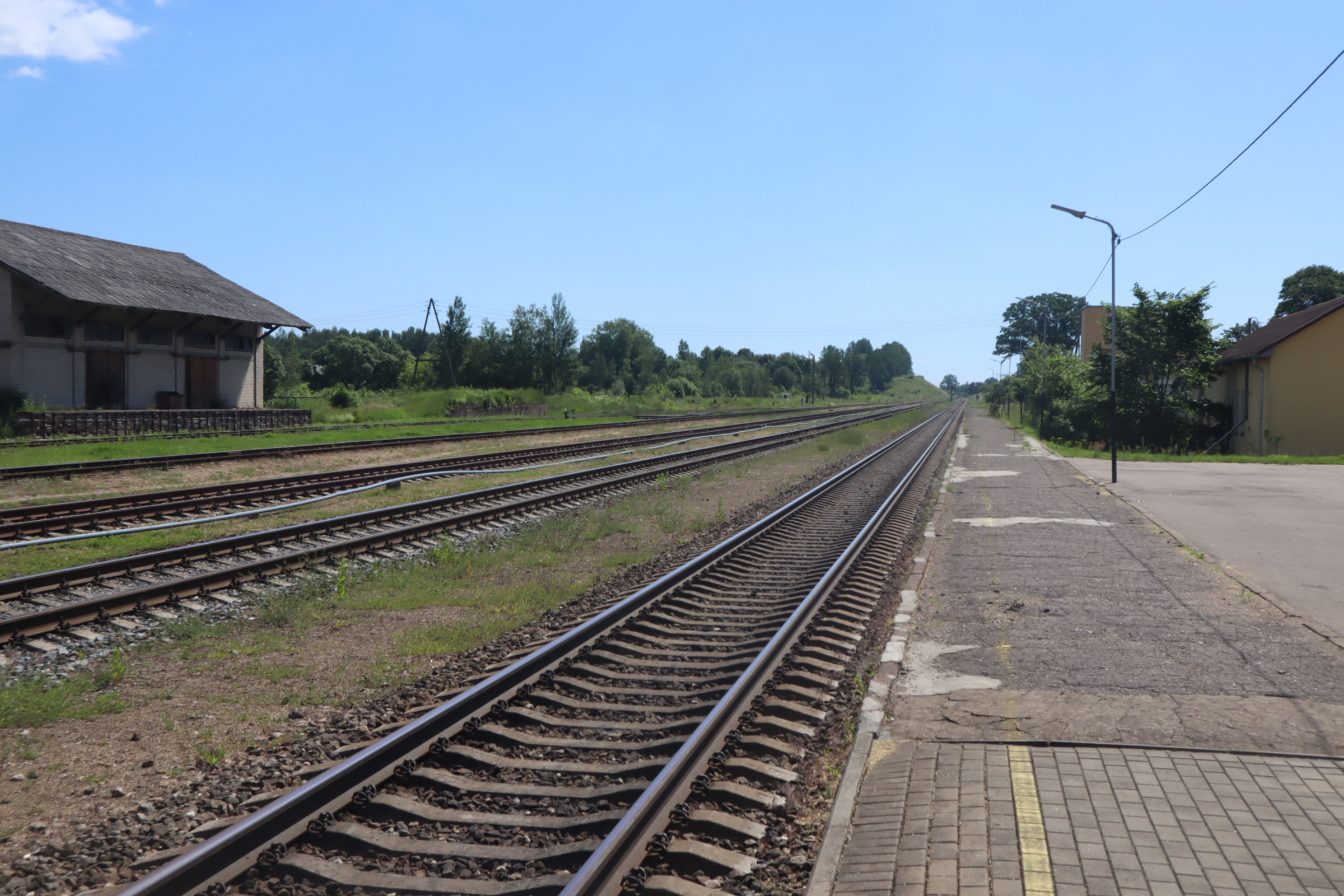
Колії в напрямку Індри
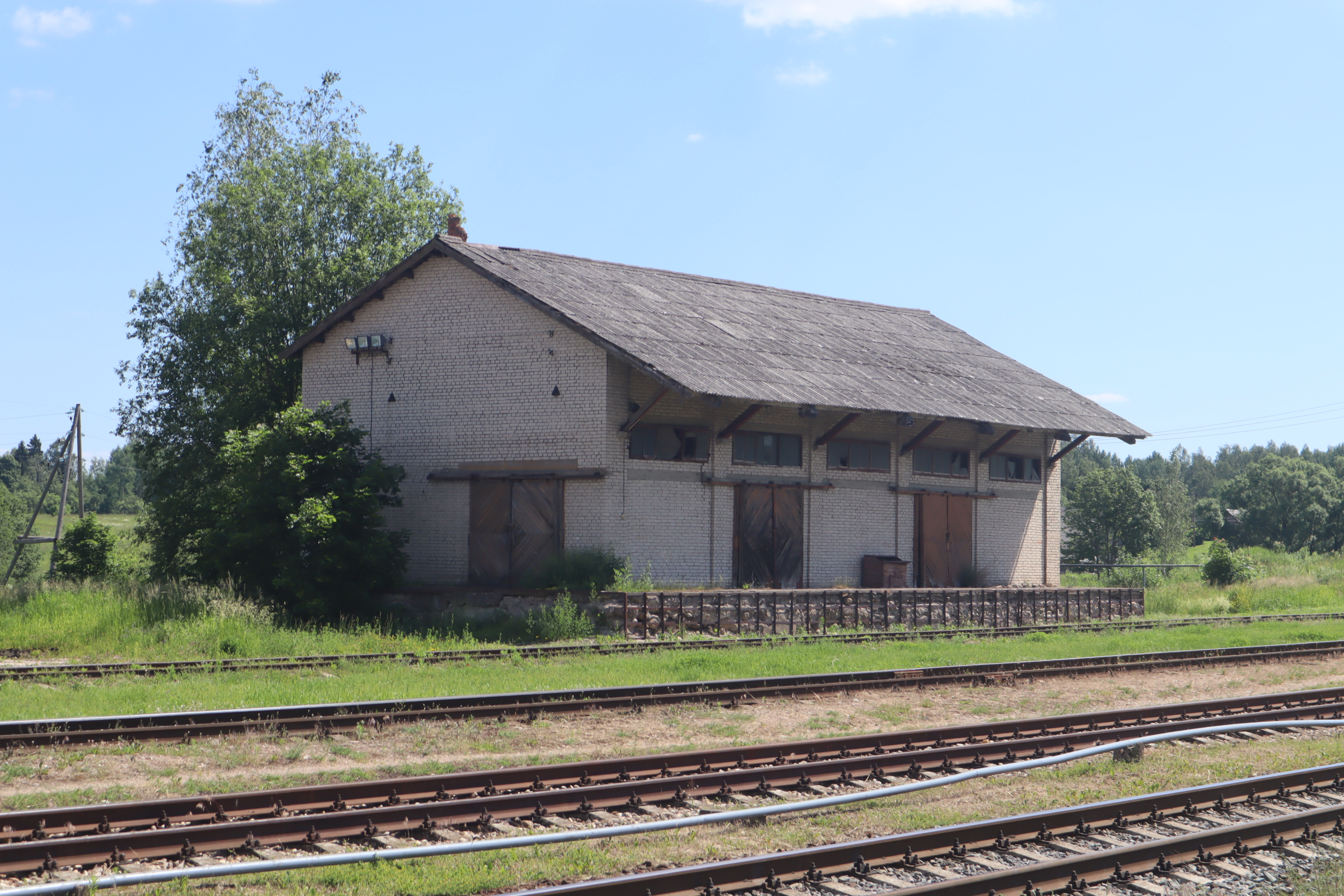
Будівля складу
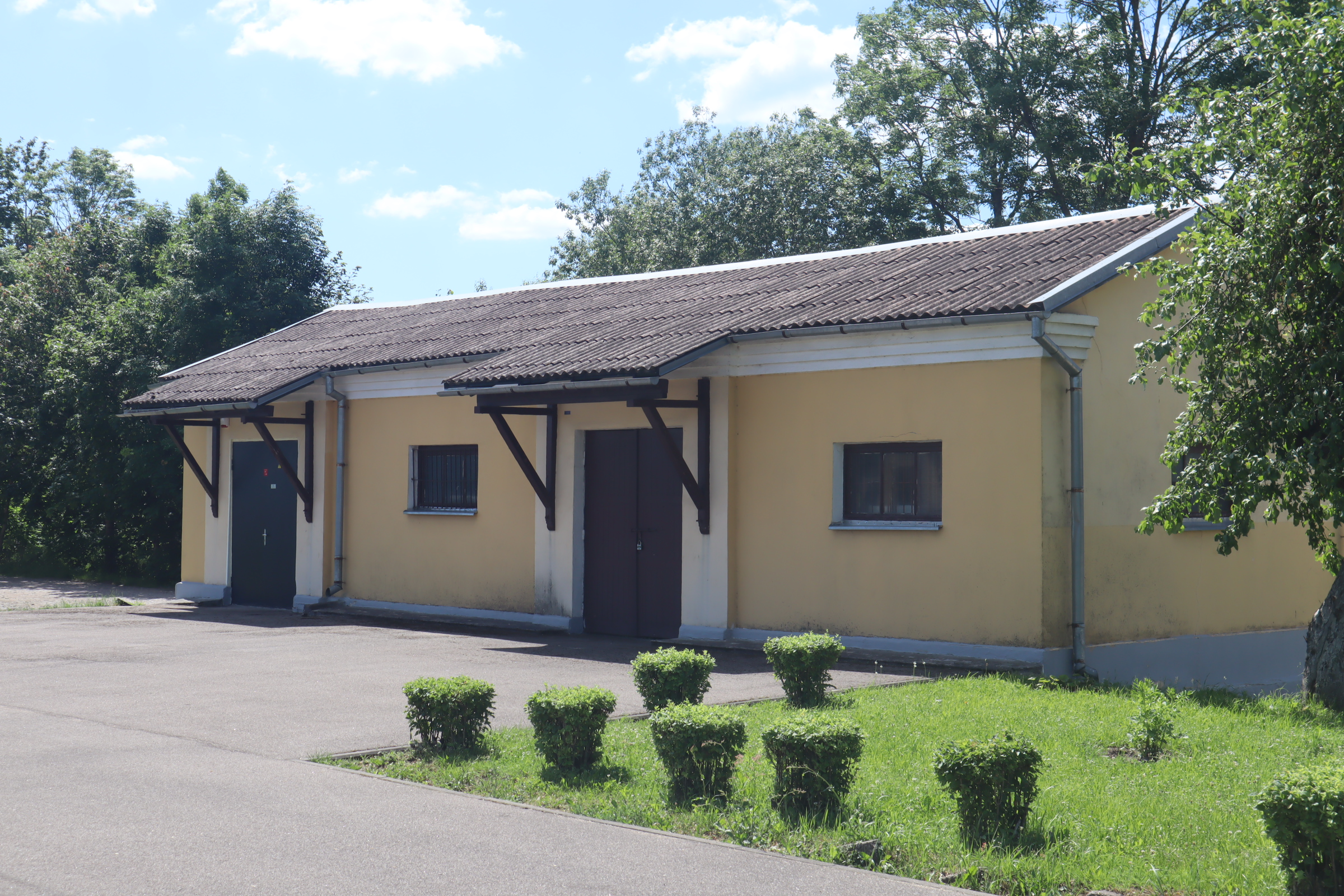
Господарська будівля
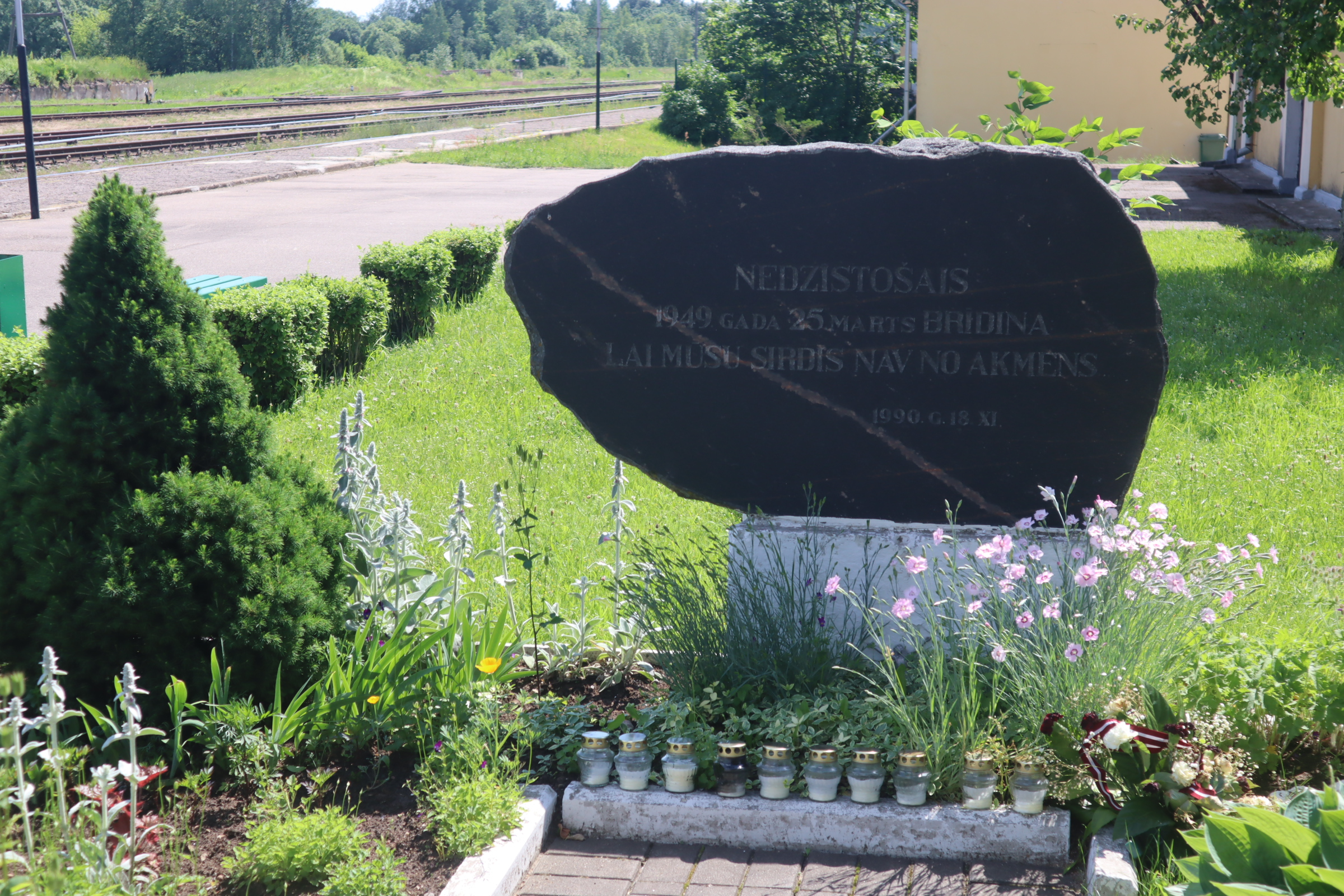
Пам'ятний знак репресованим